# Liste der Biografien/Wagh
Liste der Biografien |
Portal Biografien |
Personensuche
# |
A |
B |
C |
D |
E |
F |
G |
H |
I |
J |
K |
L |
M |
N |
O |
P |
Q |
R |
S |
T |
U |
V |
W |
X |
Y |
Z |
?
 
Wa |
Wc |
Wd |
We |
Wh |
Wi |
Wj |
Wl |
Wn |
Wo |
Wr |
Ws |
Wt |
Wu |
Ww |
Wy |
Wz
 
Waa |
Wab |
Wac |
Wad |
Wae |
Waf |
Wag |
Wah |
Wai |
Waj |
Wak |
Wal |
Wam |
Wan |
Wao |
Wap |
Waq |
War |
Was |
Wat |
Wau |
Wav |
Waw |
Wax |
Way |
Waz
 
Waga |
Wagb |
Wagd |
Wage |
Wagg |
Wagh |
Wagi |
Wagl |
Wagm |
Wagn |
Wago |
Wags |
Wagt |
Wagu
Die Liste der Biografien führt alle Personen auf, die in der deutschsprachigen Wikipedia einen Artikel haben. Dieses ist eine Teilliste mit 12 Einträgen von Personen, deren Namen mit den Buchstaben „Wagh“ beginnt.

## Wagh

### Wagha
- Waghalter, Beatrice (1913–2001), deutschamerikanische Sängerin (Sopran) und Geschäftsfrau
- Waghalter, Henryk (1869–1961), polnischer Cellist, Komponist und Musikpädagoge
- Waghalter, Ignatz (1881–1949), polnisch-deutscher Komponist und Dirigent
- Waghalter, Jolantha (1912–1984), deutsch-peruanische Geigerin
- Waghalter, Ruth (1914–1943), deutsche Musikerin, Opfer des Faschismus
- Waghalter, Wladyslaw (1885–1940), polnischer Geiger und Pianist

### Waghe
- Waghenaer, Lucas Janszoon, holländischer Navigator, Steuermann und Kartograf

### Wagho
- Waghorn, Eduardo (* 1966), chilenischer Musiker, Komponist, Singer-Songwriter und Anwalt
- Waghorn, Martyn (* 1990), englischer Fußballspieler
- Waghorn, Richard (1904–1931), britischer Militärpilot und Alpiner Skirennläufer
- Waghorn, Thomas Fletcher († 1850), britischer Navy-Lieutenant und Postunternehmer

### Waghu
- Waghubinger, Stefan (* 1966), österreichischer Kabarettist, Cartoonist und KinderbuchautorStefan Waghubinger (* 1966)

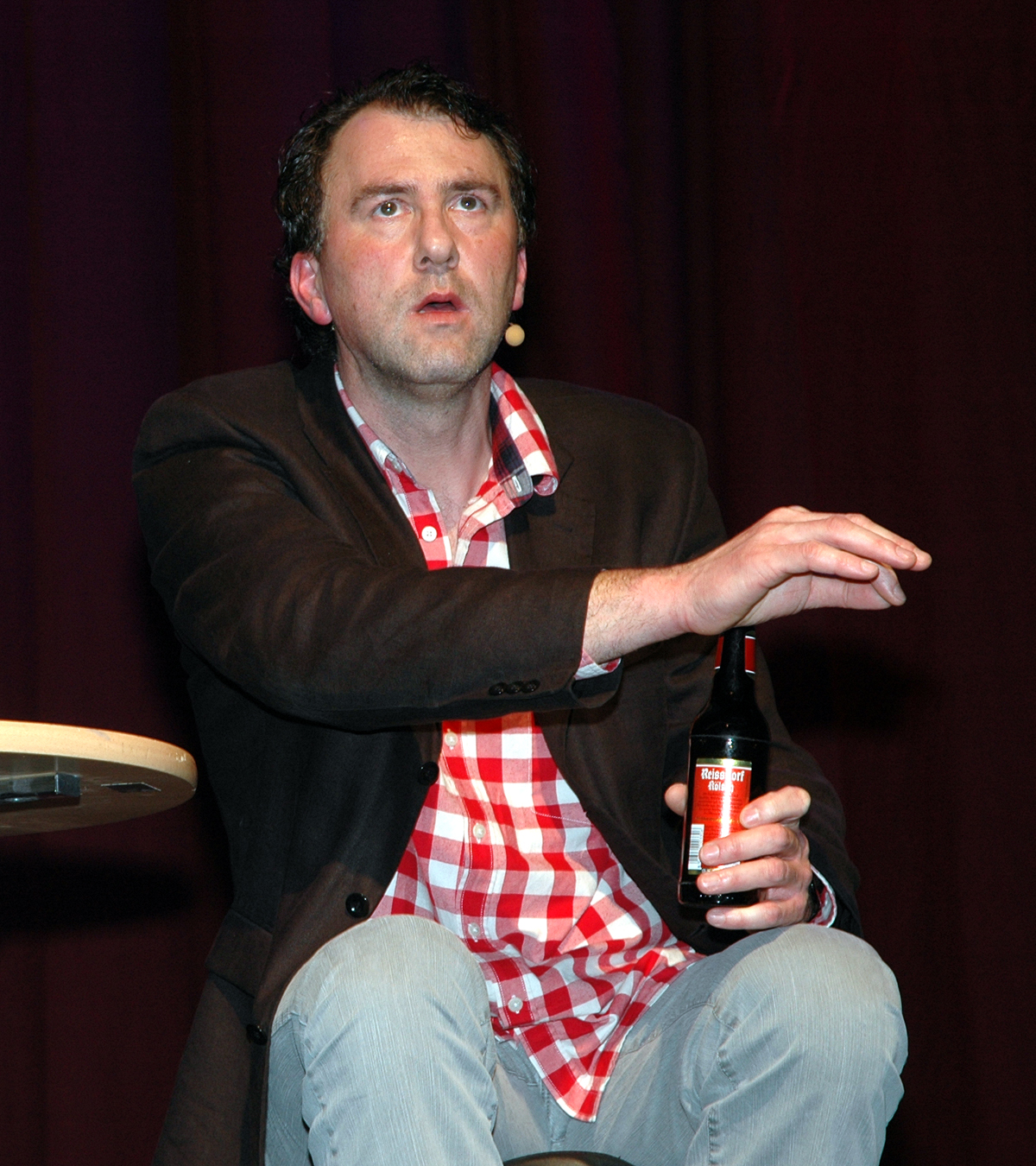
Stefan Waghubinger (* 1966)